# Саккез (шагрестан)
Округ Саккез (перс. شهرستان سقز  сорані شارستانی سەقز, курд. Saqiz) — шагрестан в остані Курдистан, Іран. Столиця округу — Саккез. За даними перепису 2016 року, його населення становило 226 258 осіб. Шагрестан поділяється на чотири райони: Центральний район, Саршівський, Емамський та Зівійський райони. Шагрестан має три міста: Саккез, Сахеб і Сантех.
Назва Саккез походить від скіфського слова «Ескіт», а згодом «Сакез».

## Демографічні показники
У місті проживають курди, які розмовляють мовою сорані.

## Клімат
На висоті 1476 метрів (4842 фути) Саккез має середземноморський континентальний клімат з жарким, дуже сухим літом і холодною сніжною зимою.